# Sayed Abaza
El-Sayed Fahmi Abaza (1897-noviembre de 1962) fue un futbolista egipcio.

## Trayectoria
Abaza inició su carrera futbolística en el Al Ahly. En 1920, como la mayoría de su generación en ese momento, se mudó a Zamalek y formó parte del equipo que ganó la Copa Sultán Hussein en 1921, donde marcó un gol en la final. Este equipo se convirtió en el primer club egipcio en ganar un título.
En 1928 regresó a Zamalek, donde continuó su carrera. Ganó con su equipo la Liga de El Cairo de 1928–29, 1929–30. Se retiró del fútbol en 1930.
Jugó para la selección de fútbol de Egipto en los Juegos Olímpicos de Amberes 1920. Fue seleccionado en los Juegos Olímpicos de París 1924. Fue llamado por tercera vez para representar a su país en los Juegos Olímpicos de Ámsterdam 1928, donde Egipto terminó cuarto.